# Забел, Флора
Флора Забел Хичкок (Забель, англ. Flora Zabelle Hitchcock, урожд. Забел Мангасарян, арм. Զաբել Մանգասարյան, англ. Zabelle Mangasarian; 1 апреля 1880, Константинополь, Османская империя — 7 октября 1968, Нью-Йорк, США) — бродвейская актриса армянского происхождения. Одна из первых звёзд американского немого кино.

## Биография
Забел Мангасарян родилась в Константинополе 1 апреля 1880 года. Её отец — рационалист Мангасарян М.М.. Из-за резни 1894—1896 годов в Османской империи её семья бежала в Чикаго, США.
Забел Мангасарян училась в колледже Уэлсли и решила сделать актёрскую карьеру. Она взяла сценический псевдоним Флора Забел. Зарекомендовав себя на Бродвее как артистка, Забел вышла замуж за знаменитого актёра Рэймонда Хичкока. Они вместе снялись в нескольких немых фильмах, некоторые из которых сохранились, а другие были утеряны.
Вскоре звёздная пара стала авторами новинок в жанре музыкальной комедии в США. Этой паре подражали все знаменитые театры США и Европы. К ним обращались за уроками талантливые актёры и актрисы, посмотреть на их спектакли приезжали люди со всего штата, в том числе из высшего общества США. Флора и Раймонд не только играли в театре, но и ставили пьесы, организовывали гастроли по Америке и Европе.
В одной из статей газеты «New-York Tribune», озаглавленной «Актёры и актрисы, оживляющие ночную жизнь Нью-Йорка» (29 июня 1902 г.), восторженно писалось о Флоре Забел Мангасарян и её художественном таланте, проявленном в спектакле «Король Додо». Газета также рассказала историю её семьи, отметив, что она была вынуждена покинуть родной Константинополь из-за гонений, развязанных против армян.
После смерти мужа, Забел стала вести затворнический образ жизни, пока в конце концов вообще не перестала сниматься.
Газета The San Francisco Call в 1902 году писала:
Одаренная от природы миловидным лицом и фигурой, необычайно притягательным характером и приятным сопрано, Флора Забел — одна из самых привлекательных представительниц высшего общества Филадельфии

## Галерея

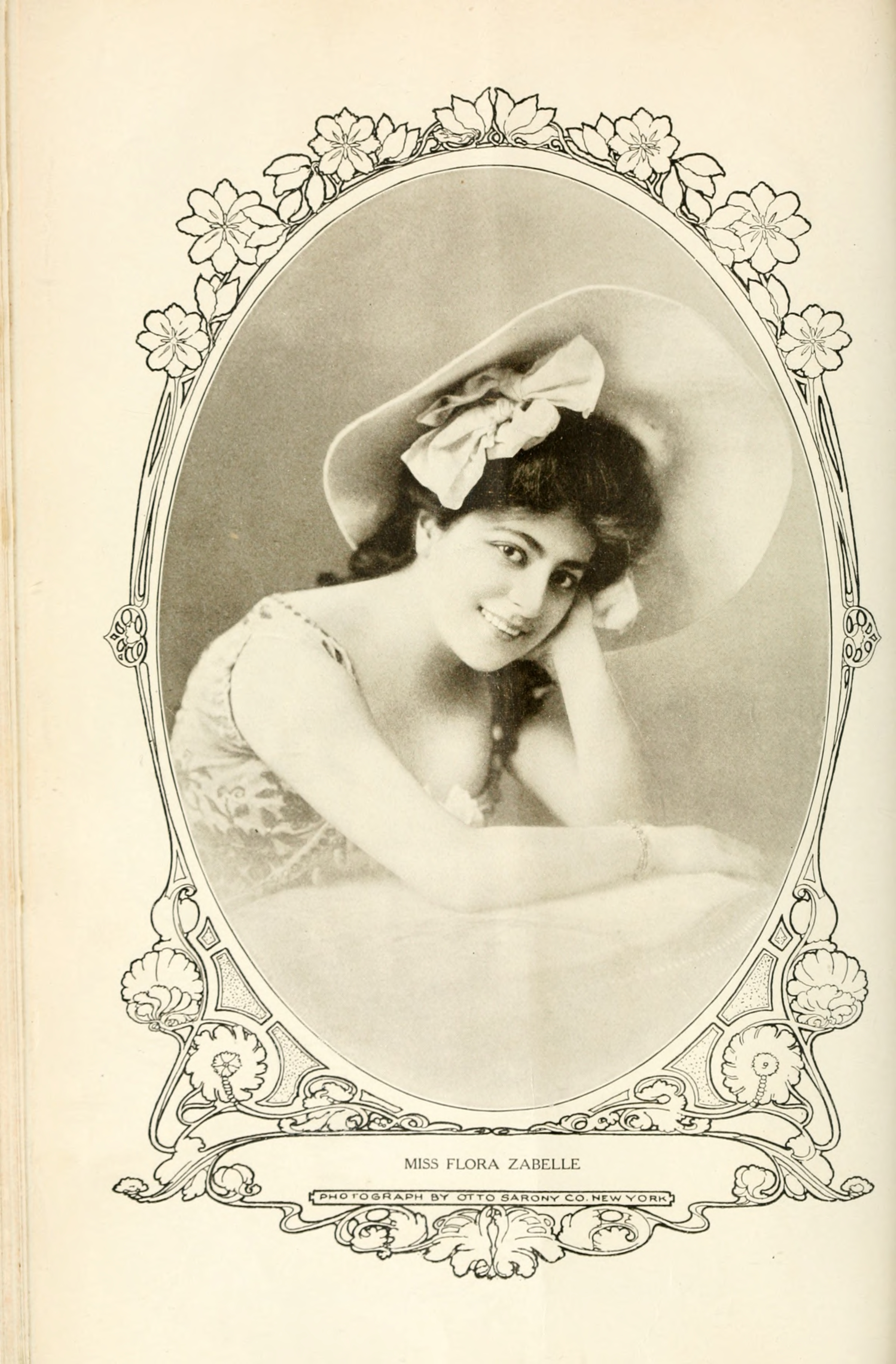
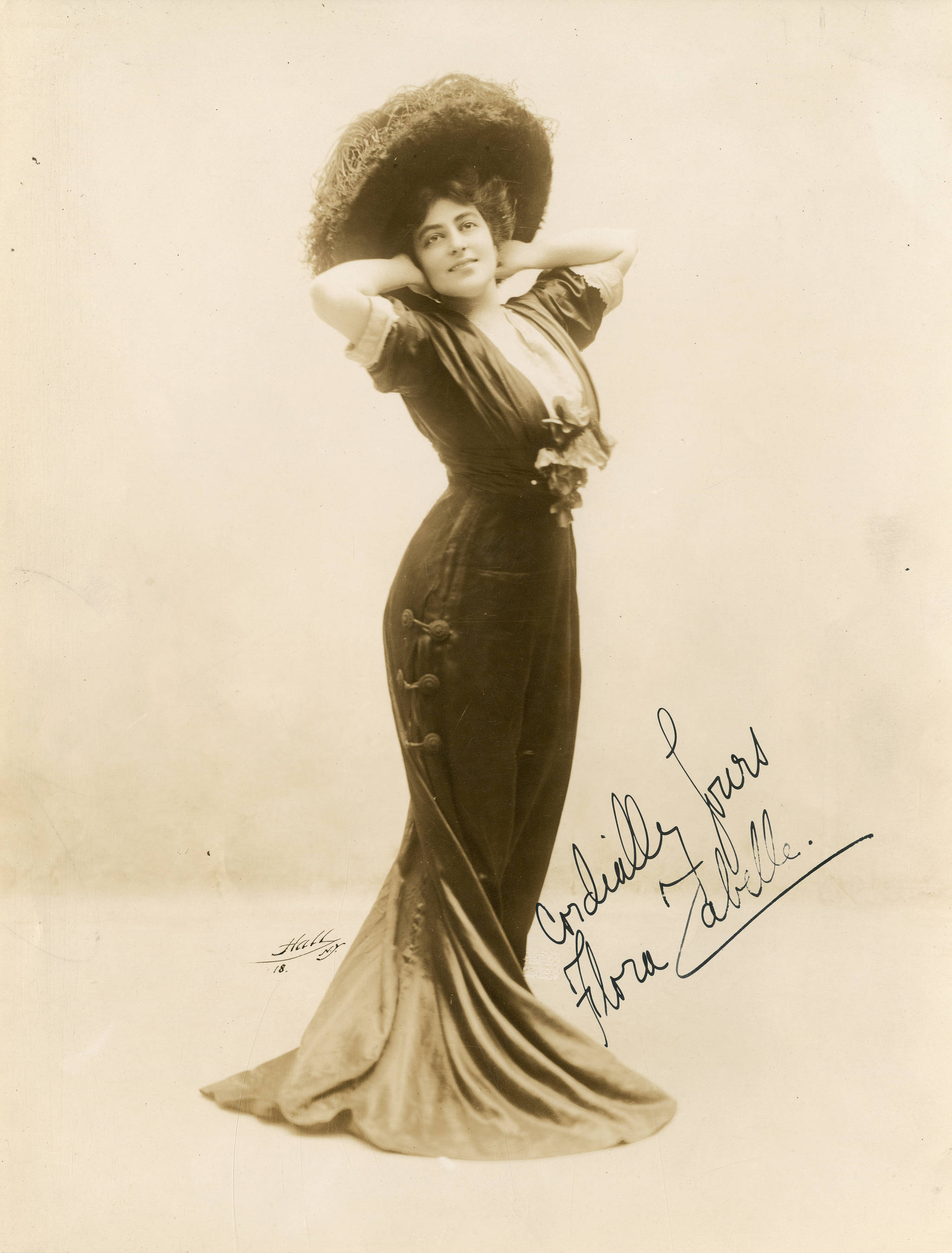
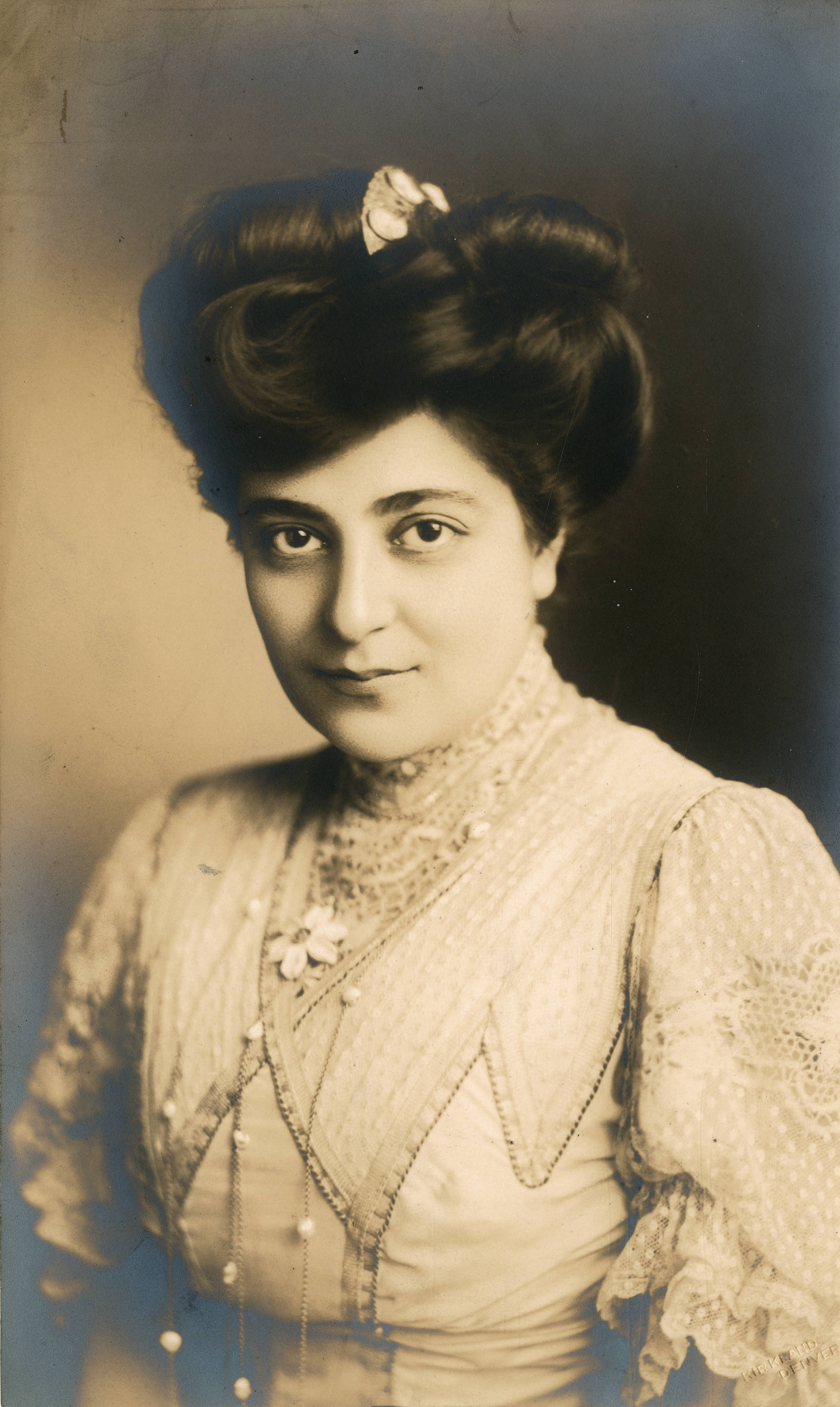
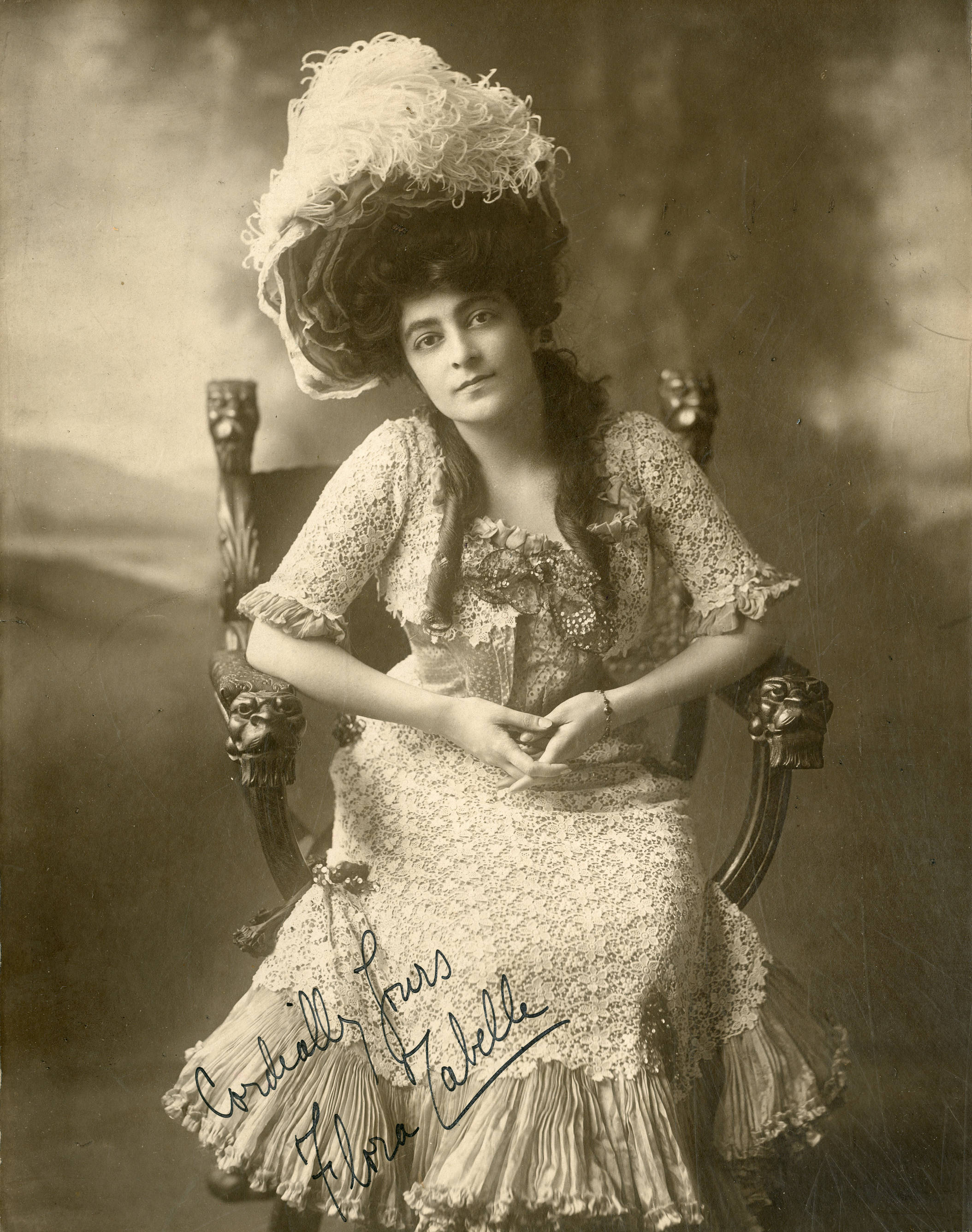
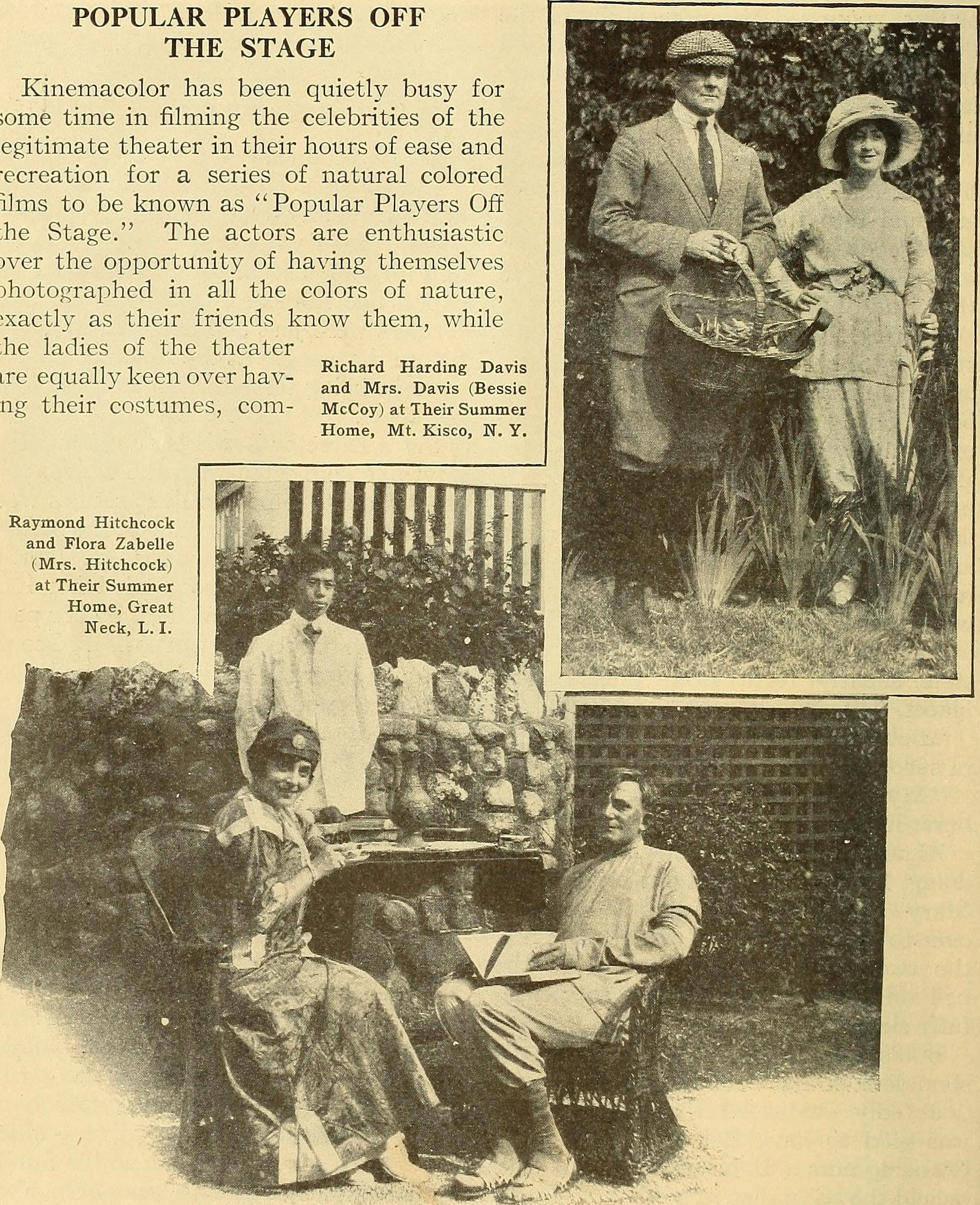
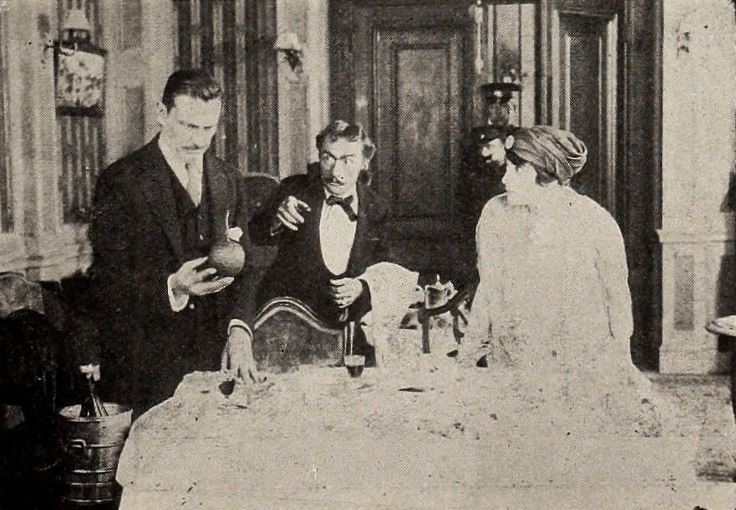
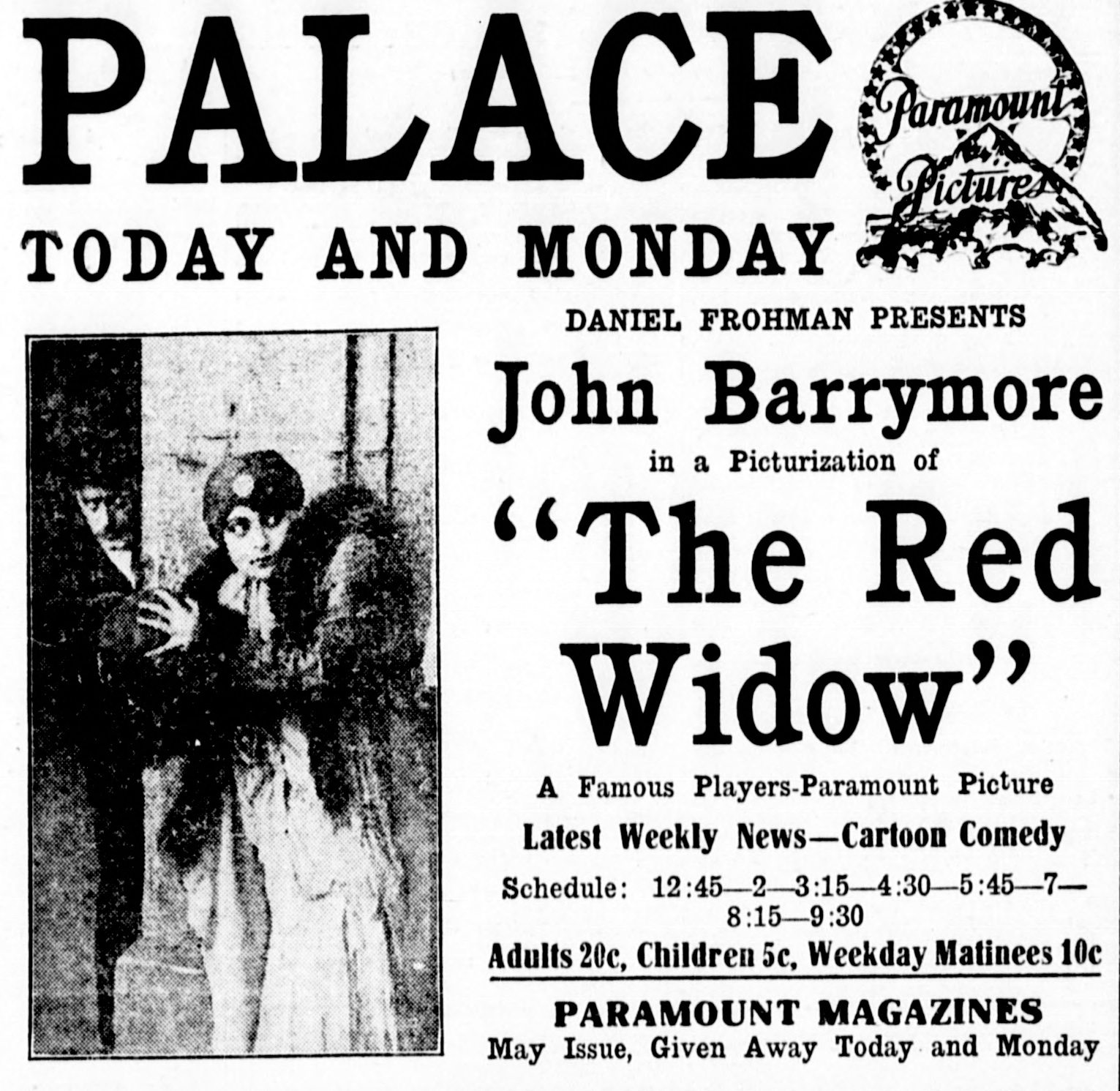